# Helmuth Barth
Helmuth Barth (auch Helmut Barth; * 29. März 1933 in Maselheim-Sulmingen; † 4. Mai 1991) war ein deutscher Tierfilmer. Er war sowohl als Kameramann als auch als Filmproduzent tätig und wirkte an zahlreichen Tierfilmen mit.

## Karriere
Zunächst war Barth Partner von Eugen Schuhmacher – unter anderem bei dem ausgezeichneten Film Die letzten Paradiese, dessen Drehdauer sieben Jahre (von 1959 bis 1966) umfasste. Außerdem war er an Europas Paradiese beteiligt. Als Kameramann drehte er für Walon Green den Afrikateil der Hellstrom Chronik, die 1972 unter anderem mit dem Oscar als Bester Dokumentarfilm ausgezeichnet wurde. Außerdem produzierte er Filme über das oberschwäbische Brauchtum.

## Filmografie (Auswahl)
- 1967: Die letzten Paradiese
- 1971: Die Hellstrom Chronik (The Hellstrom Chronicle), mit Ken Middleham, Walon Green und Vilis Lapenieks
- 1973: Europas Paradiese

Kurzfilme
- 1974: Das Wildschwein[2]
- 1982: Rückkehr der Schleiereule?
- 1987: Schäfer Christian
- 1988: Das Eichhörnchen – Kobolde der Wipfel[3]

## Preise und Nominierungen
- Rückkehr der Schleiereule?: Silber Deutscher Kurzfilmpreis 1983[4] sowie Filmband in Silber bei der Verleihung des Bundesfilmpreises 1983
- Schäfer Christian: Nominierung Deutscher Kurzfilmpreis 1988[4]
- Das Eichhörnchen: Nominierung Deutscher Kurzfilmpreis 1989[4]